# Оодаак
Оодаак (дат. Oodaaq) — гравийно-иловый бар к северо востоку от Гренландии, претендующий на звание самой северной точки суши на Земле. Возможно, он образовался в результате столкновения айсберга с мелководьем. Однако площадь льда, в которой он был найден, не изменяется из года в год. Если он был создан айсбергом, то это должно было произойти очень давно.

## Местоположение
Оодаак расположен на 83° 40' северной широты и 30° 40' западной долготы и всего в 705 км к югу от Северного Полюса и в 1360 м к северу от острова Каффеклуббен, расположенного недалеко от северо-восточной оконечности Гренландии. Когда Оодаак был обнаружен, его размеры составляли всего лишь 15 на 8 м.

## История
Остров был обнаружен в 1978 году, когда датская исследовательская группа во главе с Уффе Петерсеном посадила вертолет на острове Каффеклуббен, чтобы подтвердить, что он действительно лежит дальше к северу, чем оконечность Гренландии. Подтвердив этот факт, один из членов команды заметил темное пятно в 1300 м к северо-востоку от острова. Исследовательская группа приземлилась на острове Оодаак на вертолете и позже назвала его так в честь инуита, который сопровождал Роберта Пири в его путешествии к Северному Полюсу.

## Дискуссии
Гравийные бары, такие как этот, обычно не претендуют на звание самой северной точки суши в мире, поскольку они редко являются постоянными. Несколько последующих экспедиций утверждали, что Оодаак теперь исчез под водой. Ряд других мест с тех пор были названы самой северной точкой мира. В июле 2001 года экспедиция Return Top Of the World (RTOW) пришла к выводу, что обнаруженный ранее остров ATOW1996 является самой северной точкой суши на Земле. В июле 1998 года Питер Скафте во время воздушной разведки сфотографировал небольшой остров, расположенный дальше к северу, чем все ранее наблюдавшиеся. В июле 2003 года Питер Скафте, Мара Боланд и Деннис Шмитт, а также ещё три человека прошли по тающему морскому льду к новому острову. Он расположен примерно в трех километрах к северу от острова Каффеклуббен, примерно на 83°42' северной широты. Снег и лед растаяли, открыв 35-метровую отмель из камней и песка на высоте около 4 м. Остров был назван 83-42 в честь его широты. Позже Кену Цербсту не удалось обнаружить остров в 2008 году, когда он летел на вертолете.
Существует несколько возможных объяснений тому, что остров не удалось обнаружить в 2008 году:
- Остров может быть не постоянным объектом суши, связанным со дном моря.
- Сезонное и ежегодное накопление снега и льда сделало остров невидимым.
- Остров был обнаружен в поясе многолетних припаев, но глобальное потепление разрушило этот слой льда вдоль побережья Гренландии. Возможно, остров подвергся воздействию дрейфующих льдов и был «снесен», как бульдозером.
- GPS-координаты местоположения острова, скорее всего, неточны. Спутники GPS находятся низко на горизонте вблизи Северного полюса, что может приводить к тому, что GPS даст неточные результаты.

В конце 2004 года вышло Восьмое издание «Национального географического атласа мира». Он ясно показывает Оодаак как самую северную часть суши на Земле. В августе 2005 и 2006 годов доктор Питер Скафте, Аллен Дефорест (спутниковый инженер) и доктор Пол Ломмен (физик) провели поиск новых островов к северу от Гренландии, используя спутниковые снимки высокого разрешения. Один остров имел 64 м в диаметре и был виден на спутниковом снимке даже без увеличения. Команда назвала его «Остров Скафте» и разместила на своем сайте. Они также послали два отчета о своих находках Хауге Андерсону в Датский полярный центр: один в 2005 году, а другой в 2006-м. Деннису Шмитту показали изображение «Острова Скафте» перед его отъездом с группой людей в Северную Гренландию в 2007 году. Он посетил Скафте и заявил, что открыл новый самый северный остров.